# Eosentomon saharense
Eosentomon saharense är en urinsektsart som beskrevs av Bruno Condé 1951. Eosentomon saharense ingår i släktet Eosentomon och familjen trakétrevfotingar. Inga underarter finns listade i Catalogue of Life.